# Äldåmagasinet
Äldåmagasinet är en konstgjord sjö i Bergs kommun i Jämtland och ingår i Ljungans huvudavrinningsområde. Sjön har en area på 1,68 kvadratkilometer och ligger 433,3 meter över havet.

## Delavrinningsområde
Äldåmagasinet ingår i det delavrinningsområde (694669-142078) som SMHI kallar för Utloppet av Äldåmagasinet. Medelhöjden är 487 meter över havet och ytan är 14,12 kvadratkilometer. Räknas de 4 avrinningsområdena uppströms in blir den ackumulerade arean 40,47 kvadratkilometer. Äldån som avvattnar avrinningsområdet har biflödesordning 2, vilket innebär att vattnet flödar genom totalt 2 vattendrag innan det når havet efter 219 kilometer. Avrinningsområdet består mestadels av skog (71 procent). Avrinningsområdet har 1,65 kvadratkilometer vattenytor vilket ger det en sjöprocent på 11,7 procent.